# Звёздный путь 3: В поисках Спока
«Звёздный путь 3: В поисках Спока» (англ. Star Trek III: The Search for Spock) — третий полнометражный научно-фантастический фильм американского франчайза ««Звёздный путь». Выпущен в 1984 году кинокомпанией Paramount Pictures. Фильм является второй частью трилогии, включающей фильмы «Звёздный путь 2: Гнев Хана» и «Звёздный путь 4: Путешествие домой».
После смерти Спока экипаж звездолёта Энтерпрайз» возвращается на Землю. Кирк вместе со своей командой отправляются на «Энтерпрайзе», чтобы доставить тело Спока на его родную планету. В ходе задания экипажу предстоит столкнуться с враждебными клингонами.
Решение о съёмках очередного фильма франшизы было принято после коммерческого успеха и положительной реакции критиков на фильм «Звёздный путь 2: Гнев Хана».

## Сюжет
Звездолёт Федерации «Энтерпрайз» возвращается на Землю после битвы со сверхчеловеком Ханом Нуниеном Сингхом, который пытался уничтожить «Энтерпрайз», взорвав экспериментальное терраформирующее устройство, известное как «Генезис». Среди жертв битвы есть вулканский друг адмирала Джеймса Т. Кирка, Спок, чей гроб был запущен в космос и в конечном итоге приземлился на планете, созданной Устройством Генезиса. По прибытии в Спэйсдок Земля доктор Леонард Маккой начинает вести себя странно и его задерживают. Командующий Звёздным флотом адмирал Морроу посещает «Энтерпрайз» и сообщает экипажу, что корабль должен быть выведен из эксплуатации; экипажу приказано не говорить о «Генезисе» из-за политических разногласий по поводу устройства.
Дэвид Маркус (Мерритт Батрик) — сын Кирка и ключевой ученый в разработке «Генезис» — и лейтенант Саавик (Робин Кёртис) исследуют планету Генезис с борта научного корабля «Гриссом». Обнаружив на поверхности неожиданную форму жизни, Маркус и Саавик отправляются на планету. Они обнаруживают, что Устройство Бытия воскресило Спока в образе ребёнка, хотя его разум отсутствует. Маркус признает, что он использовал нестабильную «протоматерию» при разработке Устройства Бытия, из-за чего Спок быстро стареет, а это означает, что планета будет уничтожена в течение нескольких часов. Тем временем Крюге (Кристофер Ллойд), командир клингонской "хищной птицы", перехватывает информацию о «Генезис». Осознав потенциал устройства как оружия, он отправляет свой замаскированный корабль на планету Генезис, уничтожает "Гриссом" и ищет на планете выживших.
Отец Спока, Сарек (Марк Ленард), рассказывает Кирку о смерти его сына. Пара узнает, что перед смертью Спок передал свою катру, или живой дух, Маккою. Катра и тело Спока необходимы, чтобы похоронить его на его родной планете, Вулкане, и без посторонней помощи Маккой умрет, неся его. Не подчиняясь приказу, Кирк и его офицеры освобождают Маккоя из-под стражи, выводят из строя авианосец «Эксельсиор» и крадут «Энтерпрайз» из Спейсдока, чтобы вернуться на планету Генезис и забрать тело Спока.
На «Генезисе» клингоны захватывают Маркуса, Саавика и Спока, и, прежде чем Крюге успевает их допросить, их корабль сигнализирует, что  к «Хищной птице» приближается «Энтерпрайз».
На орбите звездолёт «Энтерпрайз» с недостаточным экипажем сначала одерживает верх в бою, но клингоны открывают ответный огонь и выводят корабль из строя. В последующем противостоянии Крюге приказывает казнить одного из заложников на поверхности. Маркус убит, защищая Саавика и Спока. Кирк и компания симулируют капитуляцию и активируют последовательность самоуничтожения «Энтерпрайза», убивая абордажную группу клингонов, в то время как экипаж «Энтерпрайза» транспортируется на поверхность планеты. Обещая секрет «Генезиса», Кирк заманивает Крюге на планету и заставляет Крюге телепортировать команду Кирка на клингонское судно. Когда планета Генезис распадается, Кирк и Крюге вступают в кулачный бой. Кирк выходит победителем после того, как сбросил Крюге со скалы в поток лавы. Кирк и его офицеры берут под контроль клингонский корабль и направляются на Вулкан.
Там катра Спока воссоединяется с его телом в ходе опасной процедуры, называемой фал-тор-пан. Церемония прошла успешно, и Спок воскрес живым и здоровым, хотя его воспоминания фрагментарны. По подсказке Кирка Спок вспоминает, что называл Кирка «Джимом», и также узнает команду. Его друзья радостно собираются вокруг него.

## В ролях
- Уильям Шатнер в роли адмирала Джеймса Т. Кирка: Шетнер заявил, что работать под руководством Леонарда Нимой, его давнего коллеги и друга, поначалу было неловко, но по ходу съемок стало легче, когда он понял, насколько уверен в себе Нимой[5]. Чтобы снизить лишний вес, Шетнер перед началом съёмок сел на диету, но по мере продолжения съёмок он имел тенденцию «поскользнуться»; костюмерному цеху пришлось сшить для него 12 рубашек[6]. В своей книге с Крисом Крески «Воспоминания из фильма «Звёздный путь: внутренняя история классических фильмов»» Шетнер описывает сцену, в которой Кирк узнаёт о смерти своего сына, как «лучший целлулоидный момент Кирка за всю историю»[7][8].
- ДеФорест Келли в роли Леонарда Маккоя[4]: врача и носителя живого духа Спока. У Келли есть много запоминающихся сцен в фильме, но он признался, что время от времени сталкивался с трудностями в игре и режиссуре со своим давним партнёром по фильму. Однако он заявил, что не сомневается в способностях Нимой режиссировать фильм[9]. Отвечая на предположения, что «Звёздный путь» скопировал «Звёздные войны», Келли утверждал, что всё наоборот[6].
- Джеймс Духан в роли Монтгомери Скотта: главного инженера звездолёта «Энтерпрайз»[10].
- Джордж Такей в роли Хикару Сулу: рулевой «Энтерпрайза» Такей был встревожен, узнав, что охранник в камере Маккоя во время фильма назвал его персонажа «Крошечным», и поспорил с продюсером фильма, чтобы он сократил строку. Когда Такей увидел первый показ фильма, он передумал и сразу же извинился[11][12].
- Уолтер Кёниг в роли Павла Чехова: штурман «Энтерпрайза» и исполняющий обязанности научного сотрудника.
- Нишель Николс — Ухура: офицер по связям с общественностью «Энтерпрайза». Николс всегда настаивал на том, чтобы носить юбку; хотя в стандартной женской форме использовались брюки, специально для неё художник по костюмам создал вариант с юбкой[13].
- Джудит Андерсон в роли Т'Лар: верховная жрица Вулкана, которая восстанавливает катру Спока в его теле[13][14]. В 87 лет, по настоянию племянника, Андерсон согласилась на эту роль. Нимой хотел, чтобы на эту роль был кто-то обладающий «силой и магией»[15][15]. Андерсон утверждала, что её рост 5 футов 2 дюйма (1,57 м), но её истинный рост был ближе к 4 футам 8 дюймов (1,42 м), что представляло проблему, когда дизайнерам нужно было заставить её выглядеть соответственно царственно. Решением было одеть её в очень длинный подол и туфли на каблуке, которые в сочетании с короной увеличивали ее рост на 6 дюймов (15 см)[14].[6][15][16].
- Робин Кёртис в роли Саавика: офицер звездолёта «Гриссом». Кирсти Элли, сыгравшая Саавик в «Гневе Хана», не вернулась, чтобы повторить свою роль. Кёртис приехала в Лос-Анджелес в 1982 году; она подружилась с главой актёрского отдела Paramount, который рекомендовал её на роль[17]. Нимой встретился с Кёртис и на следующий день дал ей задание[15][17].
- Кристофер Ллойд в роли Крюге: клингона, заинтересованного в раскрытии могущественных секретов Бытия для использования в качестве оружия. Нимой сказал, что Ллойд привнёс в эту роль долгожданный элемент театральности[15]. Нимой восхищался работой Ллойда в фильме «Пролетая над гнездом кукушки» и сериале «Такси» и был впечатлён его способностью играть могущественных злодеев.
- Марк Ленард играет Сарека, отца Спока и посла Вулкана. Ленард ранее играл эту роль в эпизоде «Путь на Вавилон» сериала «Звёздный путь: Оригинальный сериал» и эпизоде «Прошлый год» сериала «Звёздный путь: Анимационный сериал».
- Мерритт Батрик повторяет свою роль Дэвида Маркуса, сына Кирка и учёного, который помог разработать Устройство Бытия, из «Гнева Хана».
- Леонард Нимой, помимо своих режиссёрских обязанностей, появляется ближе к концу фильма в роли Спока, но только в первых титрах как режиссёр. Нимой обнаружил, что самой сложной для постановки была сцена, в которой Леонард Маккой разговаривает с находящимся без сознания Споком в лазарете по пути на Вулкан. Нимой вспоминал, что он не только присутствовал в сцене, но и его глаза были закрыты, из-за чего было трудно судить о качестве кадра или игре актёра: «Это сводило ДеФореста Келли с ума. Он клянется, что я пытался руководить им с помощью движений и трепета век». Нимой был благодарен, что по сюжету он появлялся в минимальном количестве сцен[5]. Быстро стареющего Спока в возрасте 9, 13, 17 и 25 лет последовательно изображали Карл Стивен, Вадия Потенца, Стивен Мэнли и Джо У. Дэвис. Фрэнк Уэлкер обеспечил крики Спока, а Стив Блэлок дублировал Нимой, так что в общей сложности в этой роли участвовали семь актёров[13].

Другие роли включают Роберта Хукса в роли адмирала Морроу, командующего Звёздным Флотом; Джеймс Б. Сиккинг в роли капитана Стайлса, командира «Эксельсиора»; Мигель Феррер - первый помощник «Эксельсиора»; и Филип Р. Аллен в роли капитана Дж.Т. Эстебан, капитан злополучного «Гриссома». Джон Ларрокетт играет Мальца, члена бригады мостика Крюге, которого Нимой описывает как «вдумчивого клингона». Кэтрин Ширрифф играет Валкриса, обреченную возлюбленную Крюге. Грейс Ли Уитни, сыгравшая Дженис Рэнд в оригинальном сериале «Звёздный путь», появилась в эпизодической роли (в парике) в роли «Женщины в кафетерии». Скотт МакГиннис играет молодого человека, которого Ухура под дулом пистолета загоняет в чулан. Фил Моррис исполнил небольшую роль стажёра Фостера — это было первое появление на широком экране ставшего в будущем довольно известным актёра.

## Производство

### Разработка
Фильм «Звёздный путь 2: Гнев Хана» имел успех у критиков и коммерческий успех, и Paramount Pictures быстро подготовилась к третьему фильму «Звёздный путь». Режиссёр «Гнева Хана» Николас Мейер не вернулся; он не согласился с изменениями, внесёнными в финал его фильма без его согласия. Увидев «Гнев Хана», Леонард Нимой «обрадовался» возможности снова сыграть Спока. Когда Paramount спросили, хочет ли он повторить роль в третьем фильме, Нимой согласился и сказал: «Вы чертовски правы, я хочу стать режиссёром этой картины!» Руководитель студии Майкл Эйснер не хотел нанимать Нимоя, потому что ошибочно полагал, что актёр ненавидел «Звёздный путь» и в своём контракте потребовал убить Спока. Нимой получил эту работу после того, как убедил Эйснера, что это не так. Первой реакцией создателя «Звёздного пути» Джина Родденберри на эту новость было то, что продюсер Харв Беннетт «нанял режиссёра, которого нельзя уволить».
Paramount дала Беннетту зелёный свет на написание «Звёздного пути III» на следующий день после выхода «Гнева Хана», это было самое быстрое разрешение, полученное продюсером. Он начал писать сценарий, отметив, что «его могли бы написать ещё семнадцать человек» после намеков на воскрешение Спока в предыдущем фильме. Беннетт и Нимой использовали открытую нить слияния разумов Спока и Маккоя в конце «Гнева Хана» как способ объяснить возрождение Спока. Идея и название вулканской «катры» возникли в результате обсуждений Беннета с Нимоем. Актёр отослал продюсера к серии телесериала «Время ярости», который показал Беннетту высокий уровень «духовного переноса» среди вулканцев. Беннетт признал, что идея Кирка и компании вернуться на планету Генезис, чтобы восстановить «благородную сущность» Кирка, возникла из стихотворения, которое он прочитал в журнале для фанатов «Звёздного пути». Производство фильма подтвердило определенные ожидания фанатов: Нимой заметил, что если бы Спок не был воскрешен, а вместо этого «капитан Кирк повернулся [редактировал] к камере и [сказал]: «Извините, мы его не нашли», люди бы начали бросать камни в экран». Основная проблема, над которой боролся Беннетт, заключалась в том, как представить историю людям, которые не видели «Гнева Хана». Беннетт сказал, что его менталитет телепродюсера «победил»; он добавил в начале фильма «ранее в «Звёздном пути…» и попросил Кирка прочитать капитанский журнал, описывая свои чувства и чувство потери. Осознавая предсказуемость истории, Беннетт решил уничтожить звездолёт «Энтерпрайз» и намеревался сохранить этот элемент сюжета в секрете.
Нимой хотел, чтобы события «В поисках Спока» были «эмоциональными» по своим масштабам; «Я хотел, чтобы эмоции были очень большими, очень широкими, темы жизни и смерти [...] и [внешний вид фильма] и всё в нём основано на крупных персонажах, разыгрывающих большую историю на большом холсте», — сказал он. Кроме того, Нимой хотел, чтобы у персонажей были значимые сцены, пусть и маленькие, которые делали бы их обоснованными и реальными. Беннетт начал писать сценарий с финала, где Спок говорит: «Тебя зовут... Джим», и работал с этого момента в обратном направлении. Такие элементы, как убийство Крюге своей возлюбленной, были добавлены, чтобы создать контекст, прибавить драматизма и интриги. Первоначально злодеями были ромуланцы, но Нимой предпочитал более «театральных» клингонов, считая, что их стремление к Бытию аналогично советской гонке за ядерным оружием. Беннетт воспользовался возможностью, чтобы конкретизировать инопланетную расу, которая, по его мнению, была плохо проработана в телесериале. Название класса корабля антагонистов «Хищная птица» осталось неизменным}}.
Сценарий был завершен за шесть недель. Ориентировочный бюджет постановки в 16 миллионов долларов был немного больше, чем у «Гнева Хана», но всё же намного меньше, чем у «Звёздного пути: Фильма» (1979). Поскольку такие элементы, как множество декораций и униформы, уже были, осталось больше денег на спецэффекты. Помощник продюсера Ральф Уинтер описал дополнительные деньги как «ящик с игрушками», который давал больше свободы и «веселья» при планировании грандиозности фильма.

### Дизайн
Нимой и Беннетт работали с компанией по производству эффектов Industrial Light & Magic (ILM) для создания спецэффектов, моделей и сцен с живыми артистами. В ноябре 1982 года ILM получил двухстраничный рассказ под названием «Возвращение к Бытию». Руководитель производства Уоррен Франклин сказал, что сценарий, который они получили в начале 1983 года, был «одним из лучших сценариев, которые мы читали» из тех, что поступали еженедельно. Хотя ILM выполняла работу над эффектами для «Гнева Хана», к ним обратились только после того, как были завершены раскадровки эффектов. Для «В поисков Спока» ILM была привлечена гораздо раньше, а это означает, что супервайзер по визуальным эффектам Кен Ралстон и его команда были задействованы на этапах планирования. Нимой считает, что это раннее участие привело к увеличению творческого вклада в дизайн и исполнение фильма.
Для ILM стало очевидно, что сценарий «В поисках Спока» требует больше дизайнерской и модельной работы, чем это было необходимо для «Гнева Хана». Торговый корабль, уничтоженный Крюге в начале фильма, представлял собой китбаш — конструкцию, состоящую из составных частей модели. Оператор спецэффектов Дон Доу рассудил, что, поскольку корабль был разрушен так быстро, нет смысла тратить много времени на его постройку. Военный звездолёт «Гриссом» был назван в честь астронавта Вирджила «Гаса» Гриссома; та же модель будет использоваться для изображения других научных кораблей в телесериале «Звёздный путь: Следующее поколение».
Звездолёт «Эксельсиор» представлял собой новую конструкцию, которая, по мнению ILM, представляла лучшее воплощение звездолёта Федерации — более изящное и современное, чем «Энтерпрайз». Художественный отдел создал концептуальные эскизы для показа Paramount, и по настоянию арт-директора модельер Уильям Джордж представил ещё один дизайн, основанный на том, как, по его мнению, выглядел бы «Энтерпрайз», если бы его спроектировали японцы. Нимой выбрал для производства угловатую и упрощенную версию Джорджа. Хотя в фильме «Эксельсиор» должен быть больше своего предшественника, физическая модель была на 12 дюймов (30 см) меньше, чем «Энтерпрайз».
Земной космический док спроектирован для расширения масштабов «Звёздного пути». Утвердив небольшой трехмерный макет окончательного дизайна, команда по эффектам создала внешнюю модель космического дока высотой 6 футов (1,8 м). Вместо того, чтобы кропотливо подключать тысячи маленьких фонариков, ILM сделала модель из прозрачного плексигласа и покрасила её; царапая отделку, создавались окна, и внутреннее ядро неоновых огней освещало образовавшиеся отверстия. Внутренняя часть дока была смоделирована с помощью дополнительной модели длиной 20 футов (6,1 м) со съёмной центральной секцией. Внутреннее освещение обеспечивалось внешним оптоволоконным кабелем и лампами мощностью от 2000 до 5000 Вт.
Художественные руководители Нило Родис и Дэйв Карсон разработали клингонскую хищную птицу, а Джордж построил модель. Нимой хотел, чтобы корабль напоминал атакующую птицу, с подвижными крыльями, которые менялись в зависимости от того, находился ли корабль в крейсерском или атакующем положении. Джордж взял за основу дизайн эскизов бодибилдеров и футболистов, включив в них эквиваленты звёздных кораблей: вытянутые вниз угрожающие руки и мускулистые плечи, а также что-то похожее на наплечники и защиту подбородка на вытянутой шее корабля. Хотя линия украденного ромуланского корабля была вырезана из фильма, дизайн «Хищной птицы» включал в себя элементы ромуланского дизайна. «Он имеет некоторые основные черты птичьей формы, но более зловещий», - сказал Ралстон. Графический дизайн птиц был интегрирован в нижнюю часть корабля.
Чтобы сэкономить деньги, многие наборы, особенно интерьеры, были переделками существовавших вариантов. Мост «Энтерпрайз» был переконфигурирован, чтобы заменить «Гриссом», стулья были перетянуты, а центральная навигационная консоль повернута для изменения плана этажа. Земной бар и клингонский медицинский отсек были дополнением лазарета «Энтерпрайза». Нимой даже позаимствовал клингонский мост из другой постановки. Многие мигающие консоли были арендованы у реквизиторской компании, а не изготовлены. Сам мостик «Энтерпрайза» практически не изменился по сравнению с предыдущим фильмом, в частности, его чёрный пол был перекрашен в серый цвет из соображений фотогеничности. Самые радикальные изменения были внесены в покои Спока. Нимой посчитал, что предыдущая серая цветовая схема не отражает стиль Вулкана, и украсил её желтыми и оранжевыми оттенками.
Местного колорита клингонскому мостику добавило оборванное собачье существо, которое команда спецэффектов насмешливо прозвала «Фифи Ребозо». Кен Ралстон подумал, что если дать клингонскому капитану домашнее животное, это добавит атмосферы, и вылепил собаку-рептилию, включенную в сценарий в качестве талисмана Крюге. Волосы животного были сделаны из обрезков дешевого парика, а супервайзер Дэвид Сосалла распылял на материал клей и укладывал комочки потрепанного меха на раскрашенное тело марионетки, чтобы животное выглядело «избитым и изъеденным молью». Во время съёмок Сосалла и съёмочная группа обливали существо водой, чтобы оно выглядело более неприятно. Ралстон спрятался в командном кресле Крюге и продел голову и тело животного через отверстие на боку существа; голова существа была достаточно большой, чтобы Ралстон мог поместить руку в подпружиненную челюсть и управлять ею. Трое помощников управляли тросами, которые открывали животному глаза и заставляли его рычать. Экипаж отказался от некоторых запланированных движений существа, например, шевелить ушами, потому что это делало предположительно отталкивающее существо «милым». Для гибели животного во время битвы клингонов с «Энтерпрайзом» была создана дополнительная «мертвая» марионетка, но вместо этого Ралстон использовал для сцены «живую».
Многие реквизиты в «Гневе Хана» были повторно использованы из «Фильма» или взяты из других постановок, но для «В поисках Спока» Уинтер хотел создать уникальные предметы из «Звёздного пути». Джордж и художник Фил Норвуд совместно работали над дизайном многих реквизитов, создавая обновленные и более изящные версии коммуникаторов и фазеров «Оригинальной серии». Многие реквизиты были созданы из дерева и украшены небольшими деталями из наборов моделей. В то время как трикодер Федерации был создан с использованием корпуса модели гоночного автомобиля, клингонские реквизиты должны были выглядеть более грязными, с острыми поверхностями, которые было неудобно носить с собой. Джордж настаивал на использовании форм и материалов, а не мигающих огней, чтобы показать, что реквизит настоящий.

### Костюмы и грим
За гардероб Спока в фильме «В поисках Спока» отвечал Роберт Флетчер, художник по костюмам предыдущих фильмов «Звёздный путь». Работа Флетчера заключалась в том, чтобы нарисовать эскизы костюмов, выбрать необходимые ткани и завершить примерку главных героев. Он сотрудничал с костюмером Джимом Линном, который одевал массовку и отвечал за логистику чистки, ремонта и отслеживания костюмов. Большая часть униформы Звёздного Флота уже была разработана для предыдущего фильма, но Флетчер хотел одеть главных героев в гражданскую одежду. Флетчер разработал мифологию каждого наряда; например, каменные украшения на мантии Сарека должны были отражать уровень сознания вулканца. У заказчика было преимущество доступа к складам Paramount, где хранились буквально тонны дорогих тканей.
Дизайнер и производственный персонал остались довольны образцами клингонских костюмов, вдохновленными феодальной японской одеждой, созданными Флетчером для «Фильма», но им пришлось сделать новые версии; из 12 оригинальных костюмов половина была уничтожена во время рекламных туров. Остальные шесть были отданы в аренду для участия в сериале «Морк и Минди» и сильно повреждены; Флетчер потратил три месяца на то, чтобы спасти то, что осталось. Дополнения к стандартной одежде включали офицерский жилет Крюге и украшения.
Помимо работы по костюмам, Флетчер разработал грим для клингонов и вулканцев. Визажист Томас Р. Берман предположил, что Флетчера попросили помочь, потому что студия не заключила контракт на работу; Берман получил контракт всего за три недели до начала фотосъёмок. Предложение Бермана в размере 160 000 долларов было намного выше бюджета Paramount в 50 000 долларов, но он получил эту работу, когда его конкурент отказался от участия незадолго до начала производства. «В конечном итоге всё сводилось не к деньгам, а к тому, кто сможет сделать это быстро [...] у нас была [репутация] тех, кто работает быстро и качественно», — объяснил Бурман. Флетчер и Берман согласились, что неровные лбы клингонов в «Фильме» были слишком выступающими и закрывали лица людей. «Это было слишком мультяшно, и я не хотел, чтобы в фильме был образ «Звёздных войн». Между накладкой на лоб и лицами актеров никогда не было хорошего сочетания. Мы старались сохранить их характер, а не использовать эти навязчивые вещи на их головах», — сказал Бурман. Нанесение полученного клингонского макияжа занимало два часа.

### Съёмка
Чтобы защититься от утечек, которые стали прообразом смерти Спока во время производства «Гнева Хана»,  Paramount приняла меры предосторожности, чтобы обезопасить декорации. Художник-постановщик Кэмерон Бирни отметила, что безопасность постановки была весьма необычной; декорации были построены в произвольной последовательности, и команде давалось ровно столько страниц, сколько им было необходимо для изготовления каждой локации. Охранники проверили удостоверения личности производственного персонала с фотографиями. Любое упоминание о производстве было удалено из канцелярских принадлежностей и документов, а кодовым словом было написано «Trois» (три по-французски). Офисы и мастерские были лишены опознавательных знаков, а двери были заперты на два замка для дополнительной защиты. Сценарии «В поисках Спока» подвергались химической обработке, чтобы копии можно было отследить до оригинала; Имя Нимой никогда не появлялось в списках вызовов, а Спока в сценарии называли «Наклув» (Вулкан, написанный наоборот). Несмотря на все меры предосторожности, слухи о разрушении «Энтерпрайза» просочились еще до выхода фильма.
Основные фотосъёмки начались 15 августа 1983 года. Все съёмочные дни, кроме двух, были сняты на звуковых сценах Paramount оператором Чарльзом Корреллом. «В поисках Спока» был одним из первых крупных художественных фильмов, в которых использовалась Eastman 5294, цветная высокоскоростная негативная пленка. Фильм предоставил Корреллу свободу выбора широкого диапазона показателей экспозиции. Поскольку «В поисках Спока» снимали с помощью анаморфотных объективов, и многие театралы видели широкоэкранные 70-миллиметровые отпечатки, Корреллу нужно было добиться четкой глубины резкости, что было трудной задачей на многих съёмочных площадках. Для сцен на мостике Коррелл увеличил индекс экспозиции выше рекомендации Истмана, чтобы изображение оставалось четким при освещении менее 50 фут-свечей.
Многие сцены в «В поисках Спока» содержат кадры крупным планом. Во время слияния разумов Кирка и Сарека Нимой выбрал фрагменты, направленные на акцентирование диалога; «Вместо того, чтобы смотреть на лица людей, вы видите только рот или глаза, и у вас есть желание лучше слышать», — объяснил Коррелл. Коррелл был недоволен тем, что каждая сцена, кроме одной, снималась на звуковой сцене. Почувствовав, что воссоздание всего на съёмочной площадке привело к неправильному виду, оператор предложил снимать «Генезис» на острове Кауаи на Гавайях, и использовать Ред-Рок-Каньон вместо Вулкана.[34] У продюсеров не было денег на натурные съёмки, а это означало, что Нимой был озабочен тем, чтобы различные декорации на открытом воздухе выглядели правдоподобно. В то время как ILM занималась внешним видом судна, Коррелл отвечал за внешний вид внутреннего декора. Он предпочитал рассматривать их как реальные места внутри кораблей; Хотя потолки декораций были спроектированы так, чтобы их можно было снимать, чтобы можно было установить светильники на стропилах, Коррелл использовал другие методы освещения. В «Хищной птице» он использовал флуоресцентные лампы, чтобы передать металлическую краску стен, и сделал декорации дымчатыми, чтобы передать грязную атмосферу.
Прежде чем Маккой был арестован службой безопасности, он пытается организовать космический полёт к Генезису в баре звездолёта. Сцена начинается с того, что два офицера играют в видеоигру о воздушных боях времён Первой мировой войны. Каркасные бипланы были созданы с использованием чёрных линий на распечатках из прозрачной бумаги, помещенных в ячейку наложения. «На самом деле это была просто шутка, - объяснил художник по эффектам Чарли Маллен, - идея о том, что люди в будущем будут играть в старую военную игру». Чтобы добиться такого эффекта, Корреллу пришлось использовать большую экспозицию, чтобы полоса не выглядела слишком освещенной. Большая часть освещения обеспечивалась столами, оснащенными люминесцентными трубками, для создания эффекта, отличного от других частей фильма. Коррелл не мог добавить дыма в сцену, чтобы усилить ощущение бара, потому что из-за тревожной атмосферы игру ILM было бы трудно вставить. Сцена должна была закончиться дракой в баре, когда охрана попыталась взять Маккоя под стражу; Нимой решил, что «это кажется неправильным», и что для успешной реализации этой сцены не хватило ни времени, ни денег.
Планета Генезис была создана с помощью матовой живописи и звуковых сцен на площадке Paramount под руководством арт-директора Джона Эдварда Чилберга II. Большую часть планеты занимала сцена 15, известная как сцена Демилля в честь режиссёрского расхождения Красного моря на сцене во время съёмок фильма «Десять заповедей» (1956). Размер помещения составлял 300 на 100 футов (91 на 30 м). Воспринимаемые границы сцен были расширены за счет матовых рисунков, созданных Крисом Эвансом, Фрэнком Ордасом и Майклом Панграцио. Поскольку части декораций пришлось буквально рухнуть во время разрушения планеты, декорации были построены на высоте 16 футов (4,9 м) над землей и имели люки и пиротехнику в полу. Сотни ламп мощностью 10 000 Вт на стропилах были покрыты шелком для дневных сцен, чтобы смягчить свет, и снабжены синими фильтрами для ночных сцен; диммеры облегчили переход между периодами. Поскольку обреченная планета больше не была раем, арт-директор Нимой, Беннетт и Коррелл рассматривали возможность постоянного изменения цветов в сценах, но решили не «фотографически фантазировать». Хотя многие сцены выглядели освещенными с минимальным количеством источников света, таких как мерцающие огни, Коррелл старался использовать как можно больше света. Чтобы огонь отражался на лицах актёров, Коррелл использовал множество трюков с обычным освещением; использование естественного огня не обеспечило бы необходимой интенсивности.
Важной особенностью планеты Генезис являются инопланетные черви, которые быстро развиваются из микробов на гробу Спока. Существа начинаются с маленьких склизких ползунов, а затем вырастают до длины 8 футов (2,4 м). Маленькие черви были созданы путем впрыскивания расплавленного винила «Hot-Melt» в формы из эпоксидного полимера, которые сразу же помещались в холодную воду для создания полупрозрачного продукта. Получившиеся в результате около сотни существ были раскрашены и покрыты метацилом — скользким покрытием. Каждый червь был прикреплен к приподнятой платформе куском лески; веревки были привязаны к стержням под набором. Помощники за кадром толкали удочки или тянули леску, чтобы создать движение; сцена потребовала много дублей, потому что леска периодически вспыхивала в камере. Более крупные черви оказались более проблематичными, поскольку съёмки проходили на ILM и Paramount Stage 15. Подобно паразитическим угрям Кита из «Гнева Хана», у червей были капюшоны, похожие на кобру, и кольчатая пасть с зубами. Компания ILM создала одного из червей с большей подвижностью, чем у остальных; Ралстон провел существо через дыру в полу, засунув руку внутрь существа. Остальные черви были анимированы с помощью пневматических пузырей, которые заставляли воздух последовательно проходить через шланги, создавая волнообразные движения. Во время этой сцены черви нападают на Крюге, который убивает одного из них. Обычным методом достижения эффекта, когда существо обвивает Крюге, было бы снимать этот эпизод в обратном порядке, но это создавало проблемы: слизистое покрытие Крюге было бы неуместно при обратной съёмке, а несколько дублей испортили бы клингонский грим, который носил Ллойд. Решение ILM заключалось в оснащении червя лесками, которые тянули несколько помощников за кадром, чтобы имитировать движение обматывания. Когда небольшие кусочки клингонской униформы зацеплялись за леску или рвали ее, Ралстон прибегал к помощи стальных тросов.
Огненный распад планеты Генезис повлёк за собой пожар, дым и переворот земли. «Большая часть пола была устроена так, что камни вылетали из земли [на катапультах]. Деревья были устроены таким образом, чтобы падать и вызывать пожары», — объяснил Коррелл. Производство выстрелов требовало тщательного руководства, и в день стрельбы под рукой находилось от 20 до 30 помощников. Коррелл снимал одновременно на девять камер; надежда заключалась в том, чтобы получить как можно больше пригодных кадров за один дубль на случай, если все люки и пиротехнику придётся переустанавливать для следующего раунда съёмок. Работа была завершена за три недели.
Вулканская лестница была снята в Западном колледже — единственная натурная съёмка в фильме. Чтобы создать оранжевую атмосферу, Коррелл использовал большой прожектор размером 15 на 15 футов (4,6 на 4,6 м), созданный для фильма Питера Хайамса 1983 года «Звёздная палата», установленный на вершине крана длиной 110 футов (34 м) . Серо-голубое небо локации было заменено матовой картиной, закрывающей верхнюю половину кадра с лестницей. Многие декоративные детали, которые Нимой хотел для сцены процессии, в конечном итоге так и не были реализованы. Фоном декорации был просто нарисованный кусок холста; Нимой во всех кадрах расфокусировал фон, чтобы скрыть недостатки декораций. Элементы, удаленные из последовательности Вулкана, включали процессию через «Вулканский зал древней мысли», пространство, в котором преобладают большие головы на колоннах и скульптура, возвышающаяся на высоту 20 футов (6,1 м). Сцену вырезали, поскольку процессия затянулась.
Производство фильма было временно остановлено после того, как пожар уничтожил несколько звуковых сцен студии Paramount Studios, одна из которых примыкала к съёмочной площадке планеты Генезис. Первоначально в возгорании подозревалась пиротехника установки, но причиной признали поджог. Шетнер был среди актёров, которые схватили пожарные шланги, чтобы остановить пламя. Коррелл надеялся, что это место сгорит, и у него появится возможность сниматься на Гавайях. Хотя большая часть декораций не пострадала, дыры в стенах здания пришлось закрыть тяжелыми черными шторами, чтобы предотвратить попадание внешнего света.

### Визуальные эффекты
Как и в предыдущих фильмах «Звёздный путь», время и деньги были основными ограничениями для визуальных эффектов. Художники по эффектам заботились о том, чтобы создать правильный вид, независимо от того, сколько времени на это ушло. Пока оператор спецэффектов Скотт Фаррар и его помощники постоянно преодолевали 400 миль (640 км), отделяющие ILM от Paramount, команды студии спецэффектов организовывали постобработку эффектов и фотосъёмку. Постоянные путешествия сказались на Ралстоне, который начал забывать, какими авиакомпаниями он летал и в каком городе. Поскольку пауза в работе означала потерю времени, редакторы эффектов Билл Кимберлин и Джей Игнашевски подготовили кадры с полезными эффектами для редакторов живых кадров в Paramount; эти незавершенные монохроматические композиции дали редакторам представление о темпе сцены. ILM предоставила для фильма 120 кадров. Как и Коррелл, Ралстон использовал Eastman 94 для всех кадров, не требующих синего экрана.
ILM снимала космические корабли, используя управление движением для синхронизированного и компьютерного движения моделей. Модели кораблей требовали нескольких проходов камеры, поскольку разные части корабля и его огни снимались с разной экспозицией. «Эксельсиор» потребовал восемь проходов в дополнение к основному «пропуску красоты», а «Энтерпрайз» — шесть. ILM могла бы объединить проходы с несколькими воздействиями, но не без риска; «Если что-то рассинхронизируется или мы каким-то образом потеряем кадр, нам придется переснимать — и тогда вы застрянете. Вы испортили две части, два элемента», — сказал Фаррар.
Маскирующее устройство клингонской хищной птицы требовало нового спецэффектов. Первоначальная концепция заключалась в том, что слои корабля формировались изнутри наружу, что требовало серии наложенных друг на друга элементов, снятых анимационной камерой Oxberry. В ILM решили, что эффект выглядит слишком «анимированным», и бросили вызов здравому смыслу: «Если бы деклоакинг был помпой, все бы знали, что клингоны приближаются, и сдули бы их с неба еще до того, как они успели бы закончить материализацию», — сказал Ралстон. Супервайзер решил проявить тонкость, рассинхронизировав цветоделение, чтобы создать эффект размытой ряби. Несмотря на простоту, эта последовательность оказалась более эффективной, чем тщательно спланированная сцена. Такие эффекты, как разрушение торгового корабля, были созданы с помощью проецируемых взрывов — техники, усовершенствованной во время производства «Возвращения джедая». Имитация взрывов в невесомости была снята на пленку и отражена на карте с использованием той же программы управления движением, которая использовалась для моделей. Результатом стал взрыв, который переместился вместе с моделью.
Самые трудоемкие последовательности эффектов происходили внутри Космического дока; месяцы были потрачены на съёмку интерьера станции. Команда спецэффектов протестировала различные варианты внешнего вида, чтобы убедиться, что интерьер дока кажется достаточно огромным. «Мы обнаружили, что интерьер требует некоторой степени атмосферной дымки, хотя в космосе её, вероятно, не будет», — сказал Фаррар. Чтобы создать немного ухудшенный вид, съёмочная группа использовала гели синего цвета для освещения и снимала сквозь дым для заполняющих кадров. Они перешли на диффузионные фильтры для пропуска света, поскольку использование дыма для более длинных кадров потребовало бы трудоемкого контроля уровня дыма. Из-за разницы в масштабах моделей дока и корабля снять «Эксельсиор» и «Энтерпрайз» внутри декораций было невозможно. Открытие дверей дока было проблематичным, поскольку огни, освещающие внутреннюю часть дока снаружи, приходилось скрывать от камеры, чтобы предотвратить блики объектива. Массивные вентиляторы использовались для охлаждения оборудования и предотвращения плавления освещения или деформации внутреннего оформления дока. Реализм сцен в доке был усилен видеозаписью кафетерия с окнами, выходящими на внутреннюю часть дока. Кафетерий представлял собой комплекс, построенный в ILM и заполненный 40 статистами перед синим экраном, чтобы позже можно было объединить док и «Энтерпрайз»; матовые картины расширили потолок декораций.
Ралстон, который считал «Энтерпрайз» уродливым и моделью, которую трудно снимать, был рад уничтожить корабль. Несколько выстрелов были объединены для полной сцены разрушения; хотя Ралстон предпочёл бы использовать молоток к исходной модели стоимостью 150 000 долларов, использовалось множество более дешевых моделей. Первой частью корабля, которую нужно было уничтожить, был мостик — отдельная миниатюра со звёздами, добавленными на задний план. Кадр переключается на то, как «Хищная птица» удаляется, когда горит верхняя часть тарелки, где взрывы (снятые вверх тормашками, чтобы имитировать отсутствие гравитации) накладываются на проход управления движением корабля. Камера показывает крупным планом регистрационный номер корабля, который стирают внутренние взрывы. Джордж создал легкую модель из пенопласта, которую растворил ацетон, капавший на блюдце сверху. Благодаря съёмке со скоростью менее одного кадра в секунду и исключению попадания света на модель потеки на отпечатке не были видны. Горящая стальная вата внутри тарелки создала эффект тлеющего угля от разрушенных внутренних палуб корабля. Взрыв тарелки был смоделирован путем взрыва гипсовой тарелки, покрытой тальком. Бомбы весом две и четыре унции и бензин использовались в качестве пиротехники в сценах разрушения моста. Каскадеры использовали подпружиненные платформы, чтобы взлететь в воздух.
Для окончательного разрушения планеты Генезис кадры со съёмочной площадки Paramount должны были быть тщательно сопоставлены с кадрами визуальных эффектов ILM. ILM построила масштабные миниатюры, разрезанные на части, чтобы изобразить части потрясений Генезиса (оползни, трещины в земле), которые сцены живых съёмок не могли легко воспроизвести. Одна из самых больших миниатюр размером 20 на 16 футов (6,1 на 4,9 м) имела деревья-хитрости и люки, которые можно было сбросить, струи пропана для порывов огня и камнепады, запускаемые соленоидом. В сценах, где Кирк и Крюге сражаются у пропасти над ямой с лавой, в кадре сочетались анимированная лава, облака (на самом деле ватные мазки на черном), молния и матовая живопись. Снимки лавы сверху были созданы путём освещения куска прозрачного оргстекла цветными гелями и покрытия пластины метацилом, вермикулитом и древесным углём; смесь капала с поверхности и покрыла экипаж внизу. ILM смоделировала кончину Крюге, долгое погружение в бассейн лавы, с помощью покадровой марионетки. Ллойд упал с высоты нескольких футов на черный матрас; во время вспышки молнии актера заменила марионетка, упавшая на оставшуюся часть расстояния. Поскольку кадр был снят на черном фоне, а не на традиционном синем экране, аниматорам пришлось удалять или поворачивать черный фон вокруг Ллойда по одному кадру за раз. Переход между кадрами, где Ллойд и марионетка были скрыты однокадровой вспышкой, когда в Крюге ударила молния. Сцена, где Кирк и Спок сияют, когда земля обрушивается, была ещё одной созданной в ILM, поскольку такой уровень разрушений был просто невозможен для съёмочной группы.
Среди других визуальных эффектов, которые ILM должна была создать, были луч транспортера и эффект скорости деформации. Маллен отметил, что внешний вид эффектов менялся в зависимости от того, кто снимал фильм, с напряжением между созданием чего-то нового и не приятием фанатов, привыкших к устоявшемуся стилю. Эффект был достигнут путем вырезания или вращения человека, подлежащего транспортировке, а затем создания вертикальной прорези, через которую помещался свет высокой интенсивности. Движение, управляемое компьютером, приведет к тому, что свет распространится из центра и исчезнет, а затем восстановит своё положение и повторит движение на противоположной стороне. Для придания цвета и узора лучу транспортера были применены ацетатные фильтры и гели ручной работы, после чего появились небольшие мерцающие анимированные блики, называемые «жуками», которые появлялись после того, как персонаж дематериализовался. Транспортерам клингонов придали резкий красный цвет, чтобы отличать их от гладкого синего эффекта Федерации. В то время как многие кадры разноцветных радужных следов из «Гнева Хана» были кадрами из первого фильма, продюсеры третьего фильма хотели чего-то нового. Сначала был опробован эффект полос, в котором красивый проход корабля сочетался с размытыми проходами для каждой интенсивности света. Результат был разочаровывающим, поскольку по мере того, как «Энтерпрайз» увеличивался в размерах, полосы становились искажёнными и неуместными. Маллен отверг прямую анимацию варп-двигателя как слишком динамичную, но отснятый материал был обрезан для редактирования, пока ILM рассмотрела ещё шесть подходов к решению проблемы. Окончательный эффект, «пористый, красочный след», сложился всего за несколько недель до выхода фильма.

### Музыка
Композитор Джеймс Хорнер вернулся, чтобы написать музыку к фильму «В поисках Спока», выполнив обещание, которое он дал Беннетту в фильме «Гнев Хана». Пока Нимой раздумывал над тем, чтобы нанять своего друга Леонарда Розенмана для написания музыки, он был убежден, что возвращение Хорнера обеспечит преемственность между «Гневом Хана» и новым фильмом. Как и содержание фильма, музыка Хорнера была прямым продолжением музыки, которую он написал для предыдущего фильма. Во время написания музыки для «Гнева Хана», Хорнер знал, что будет повторно использовать определенные реплики для предстоящего сиквела; две основные темы, которые он переработал, были для «Гнезиса» и «Спока». Хотя тема «Гнезис» заменяет заглавную музыку, которую Хорнер написал для «Гнева Хана», финальные титры были процитированы «почти дословно».
В многочасовых обсуждениях с Беннеттом и Нимоем Хорнер согласился с режиссёром, что «романтические и более чувствительные» моменты были важнее «напыщенных». Хорнер написал тему Спока, чтобы придать персонажу больше измерения: «Накладывая тему на Спока, это согревает его, и он становится трёхмерным, а не набором фишек», — сказал он. Тема была расширена в «Поисках Спока», чтобы представить древний инопланетный мистицизм и культуру Спока и Вулкана.
Среди новых реплик, написанных Хорнером, была «ударная и атональная» тема для клингонов, которая широко представлена в фильме. Автор музыки Джефф Бонд описал мелодию как компромисс между музыкой из более раннего фильма Хорнера «Волки», мотивом Хана из «Гнева Хана» и клингонской музыкой Джерри Голдсмита из «Кинофильма». Хорнер также адаптировал музыку из балета «Ромео и Джульетта» Сергея Прокофьева для части сцены кражи «Энтерпрайза» и его уничтожения, в то время как музыкальное сопровождение воскрешения Спока на Вулкане было взято из финала «Мозгового штурма» Хорнера.

## Темы
Нимой написал, что главная тема «В поисках Спока» — это дружба. «Что должен сделать человек, чтобы помочь другу? Насколько глубоко должна быть привязанность к дружбе? ... И какие жертвы, какие препятствия вынесут эти люди? Это эмоциональная линия фильма [и] причина его существования», — вспоминал он. Хотя телесное воскрешение Спока было полным, его разум был чистым листом — Мишель и Дункан Барретт утверждают, что в «В поисках Спока» говорится, что важным вопросом является функционирование разума человека, поскольку это ключ к осмысленному существованию.
Профессор Университета Брауна Росс С. Крамер утверждает, что «В поисках Спока» «стал первым и наиболее очевидным исследованием христианских тем жертвенной, спасительной смерти и воскрешения в „Звёздном пути“». По словам Ларри Дж. Крейцера, «Гнев Хана» предоставил «свои собственные версии Страстной пятницы и намёк на грядущее Пасхальное воскресение», с намеками, которые исполнились в телесном восстановлении Спока в «В поисках Спока»ref name="kozlovic">Kozlovic, Anton Karl (Fall 2005). Jesus Covered In a Secular Wrapper: The Christ-figure in Popular Films. Kinema. University of Waterloo. doi:10.15353/kinema.vi.1090. Архивировано 2007-02-05. {{cite journal}}: |archive-date= / |archive-url= несоответствие временной метки; предлагается 5 февраля 2007 (справка)</ref>. Обнаружение Дэвидом и Саавиком пустого гроба и погребальных одежд Спока соответствует доказательствам, найденным Апостолами, которые указывали на воскрешение Иисуса в Евангелии от Луки, утверждает Крамер. Воскрешение Спока не только доказывает веру вулканца в существование катры, но и подтверждает, что это не просто система верований, а уверенность. Барретт указывает на художественные фильмы «Звёздный путь» в целом и на «Поиски Спока» в частности, как на отход от нерелигиозного телесериала. В более практическом плане Джеффри А. Смит указал на «В поиски Спока» как на один из многих голливудских фильмов, кульминацией которых стала тенденция 1990-х годов, где смерть не имеет постоянного значения («Привидение», «Защищая твою жизнь», «Куда приводят мечты», «Знакомьтесь, Джо Блэк»).
Планета Генезис стала обреченным экспериментом отчасти по драматическим причинам; ограничение по времени для персонажей, чтобы спасти Спока, добавляло напряжения. Нимой также интересовался научной этикой — насколько быстро может двигаться наука и каковы опасности этого движения. Профессор Хьюстонского университета Джон Хансен отмечает, что в то время как жертва Спока в «Гневе Хана» является «архетипом разума и рациональности, проявляющим архетип человеческой добродетели», бескорыстным и свободно сделанным выбором, смерть Валькрис (которая слишком много узнала об устройстве Генезиса) в «В поисках Спока» сильно отличается: клингонка охотно принимает свою смерть ради «общего блага», как определено государством, отказываясь от своей свободы и жизни. Хансен утверждает, что вопросы личной свободы и эксплуатации технологий, в данном случае Genesis, «переплетены». Устройство Genesis было задумано как освобождающая технология, создающая жизнь из неживого, но с точки зрения клингонов это инструмент для господства (в отличие от современных взглядов на то, как технологии могут способствовать или ограничивать свободу).

## Выход фильма
У фильма «В поисках Спока» не был широкой рекламы. Среди рекламных товаров, созданных для выхода фильма, были календари с брендом «В поисках Спока» и стаканы, продаваемые в Taco Bell. Также была написана новелла (ISBN 0-671-49500-3), которая заняла второе место в списке бестселлеров в мягкой обложке The New York Times. Президент Рональд Рейган показал фильм друзьям во время выходных вдали от Белого дома в 1984 году, проведенных с начальником аппарата Белого дома Майком Дивером и близким другом президента сенатором Полом Лаксолтом. Рейган написал о фильме: «Это было не слишком хорошо».
Показ фильма «В поисках Спока» стартовал 1 июня в рекордных 1996 кинотеатрах по всей Северной Америке; с конкурирующими фильмами «Индиана Джонс и Храм Судьбы», «Гремлины», «Охотники за привидениями» и «Совершенно секретно!» Выпущенный в то же время, более половины экранов страны были заполнены летними блокбастерами. В первые выходные «В поисках Спока» собрал более 16 миллионов долларов. Во вторые выходные сборы фильма упали на 42 процента. Высокий кассовый потенциал «В поисках Спока» и «Индианы Джонса» позволил Paramount занять лидирующие позиции в кинобизнесе начала лета. Фильм собрал 76,5 миллионов долларов в Северной Америке, а в общей сложности 87 миллионов долларов по всему миру.
Саундтрек Джеймса Хорнера к фильму был выпущен на 43-минутной пластинке компанией Capitol Records в 1984 году, а также содержал 12-дюймовый сингл под названием «The Search for Spock», сочиненный Хорнером и исполненный Group 87, группой, в состав которой входили композитор Марк Айшем и барабанщик Missing Persons Терри Боззио. Он был переиздан на компакт-диске в 1989 году компанией GNP Crescendo. Film Score Monthly выпустил расширенный двухдисковый саундтрек 1 июня 2010 года. Расширенное издание включало как оригинальный релиз Capitol Records 1984 года, так и совершенно новую версию, содержащую полный саундтрек, который звучал в фильме, включая альтернативные версии, а также многие реплики, услышанные впервые после фильма. Саундтрек стал последним вкладом Хорнера в «Звёздный путь».

### Реакция критиков
«В поисках Спока» получил в целом положительные отзывы критиков. Ричард Шикель из Time похвалил фильм. Роджер Эберт назвал фильм «хорошим, но не отличным . USA Today назвал фильм лучшим из трех. Чрезвычайно негативное мнение о фильме высказала Сьюзан Ферриер Маккей из The Globe and Mail. На Metacritic фильм получил оценку 56/100 на основе отзывов 17 критиков. На Rotten Tomatoes он имеет рейтинг одобрения 78% на основе отзывов 49 критиков.
Критики высоко оценили режиссуру Нимоя. Newsweek писал, что благодаря Нимою фильм стал самым динамичным фильмом «Звёздного пути».
В 2018 году журнал Popular Mechanics поставил сцену разрушения звездолета «NCC-1701 Энтерпрайз» на 32-е место среди лучших сцен в жанре научно-фантастических фильмов и телевидения.
Фильм был ненадолго удален с Netflix в августе 2013 года из-за отсутствия английских субтитров к клингонскому и вулканскому диалогу.

### Домашние медиа
В феврале 1985 года в США фильм «В поисках Спока» был выпущен на домашнем видео. Первоначально розничные предложения включали форматы VHS, Betamax, LaserDisc и CED с субтитрами. В рамках плана по поддержке продвижения 8-миллиметровых видеокассет Sony объединилась с Paramount Home Video, чтобы вывести на платформу такие фильмы, как «В поисках Спока» в 1986 году.
Фильм был выпущен на DVD без дополнений 11 мая 2000 года без дополнительных функций — релиз состоялся на несколько месяцев раньше, чем релиз «Гнева Хана». Два года спустя было выпущено двухдисковое «Коллекционное издание» с дополнительным материалом и тем же видеопереносом, что и оригинальный релиз на DVD. Он включал текстовые комментарии Майкла Окуды и аудиокомментарии Нимоя, Беннетта, Коррелла и Кертиса.
Фильм был выпущен на Blu-ray Disc высокой четкости в мае 2009 года, чтобы совпасть с новым полнометражным фильмом «Звёздный путь», вместе с другими пятью фильмами с участием оригинальной команды в «Звёздном пути: Оригинальная коллекция фильмов». «В поисках Спока» был ремастерирован в формате высокой четкости 1080p с DVD-передачи 2000 года. Все шесть фильмов в наборе имеют новый звук 7.1 Dolby TrueHD. Диск содержит новую дорожку комментариев бывших сценаристов «Звёздного пути: Следующее поколение», «Глубокий космос 9» и «Вояджера» Рональда Д. Мура и Майкла Тейлора. 7 июля 2021 года было объявлено, что первые четыре фильма франшизы «Звёздный путь» выйдут на Blu-ray 4K Ultra HD 7 сентября того же года в ознаменование 55-й годовщины франшизы, наряду с отдельными ремастерированными Blu-ray тех же фильмов.
Фильм был ненадолго удален с Netflix в июле 2013 года из-за отсутствия английских субтитров для диалогов на клингонском и вулканском языках.

## Номинации
- 1985 — 6 номинаций на премию «Сатурн»: лучший научно-фантастический фильм, лучший режиссёр (Леонард Нимой), лучший актёр (Уильям Шетнер), лучшая актриса второго плана (Джудит Андерсон), лучшие костюмы (Роберт Флетчер), лучшие спецэффекты (Ральф Уинтер)
- 1985 — номинация на премию «Хьюго» за лучшую постановку